# Mina I di Alessandria
Mina I di Alessandria o Menna (in copto Ⲙнⲛⲁ, in arabo مينا‎?; Egitto, ... – 26 dicembre 776) è stato il 47º Papa della Chiesa copta.

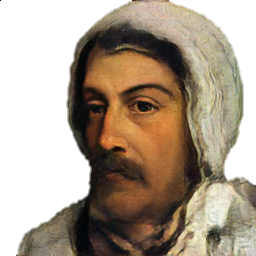

Il diacono Pietro lo calunniò alle orecchie del califfo e riuscì a farlo deporre e prendere il suo posto per tre anni. Mina ritornò poi sul soglio papale finché morì l'ultimo giorno del mese di koiak del 776 del calendario copto.